# Gwinnett County
Das Gwinnett County ist ein County im Bundesstaat Georgia der Vereinigten Staaten. Verwaltungssitz (County Seat) ist Lawrenceville, das nach dem US-amerikanischen Marineoffizier James Lawrence benannt ist.

## Geographie
Das County liegt im mittleren Norden von Georgia, ist im Westen etwa 130 km von Alabama, im Norden etwa 100 km von Tennessee und North Carolina und im Nordosten etwa 110 km von South Carolina entfernt. Es hat eine Fläche von 1131 Quadratkilometern, wovon 10 Quadratkilometer Wasseroberfläche sind. Gwinnett County grenzt im Uhrzeigersinn an folgende Countys: Hall County, Barrow County, Walton County, Rockdale County, DeKalb County, Fulton County und Forsyth County. Die Nordwest-Grenze wird durch den Chattahoochee River gebildet.
Das County ist Teil der Metropolregion Atlanta.

## Geschichte
Gwinnett County wurde am 15. Dezember 1818 aus Land der Creek- und der Cherokee als 42. County von Georgia gebildet. Benannt wurde es nach Button Gwinnett, einem der drei Unterzeichner der Unabhängigkeitserklärung Georgias.

## Demografische Daten
Laut der Volkszählung von 2010 verteilten sich die damaligen 805.321 Einwohner auf 268.519 bewohnte Haushalte, was einen Schnitt von 2,98 Personen pro Haushalt ergibt. Insgesamt bestehen 291.547 Haushalte.
75,7 % der Haushalte waren Familienhaushalte (bestehend aus verheirateten Paaren mit oder ohne Nachkommen bzw. einem Elternteil mit Nachkomme) mit einer durchschnittlichen Größe von 3,40 Personen. In 45,6 % aller Haushalte lebten Kinder unter 18 Jahren sowie in 15,3 % aller Haushalte Personen mit mindestens 65 Jahren.
31,6 % der Bevölkerung waren jünger als 20 Jahre, 28,5 % waren 20 bis 39 Jahre alt, 28,8 % waren 40 bis 59 Jahre alt und 11,0 % waren mindestens 60 Jahre alt. Das mittlere Alter betrug 34 Jahre. 49,3 % der Bevölkerung waren männlich und 50,7 % weiblich.
53,3 % der Bevölkerung bezeichneten sich als Weiße, 23,6 % als Afroamerikaner, 0,5 % als Indianer und 10,6 % als Asian Americans. 8,9 % gaben die Angehörigkeit zu einer anderen Ethnie und 3,1 % zu mehreren Ethnien an. 20,1 % der Bevölkerung bestand aus Hispanics oder Latinos.
Das durchschnittliche Jahreseinkommen pro Haushalt lag bei 60.329 USD, dabei lebten 13,8 % der Bevölkerung unter der Armutsgrenze.

## Kultur und Sehenswürdigkeiten

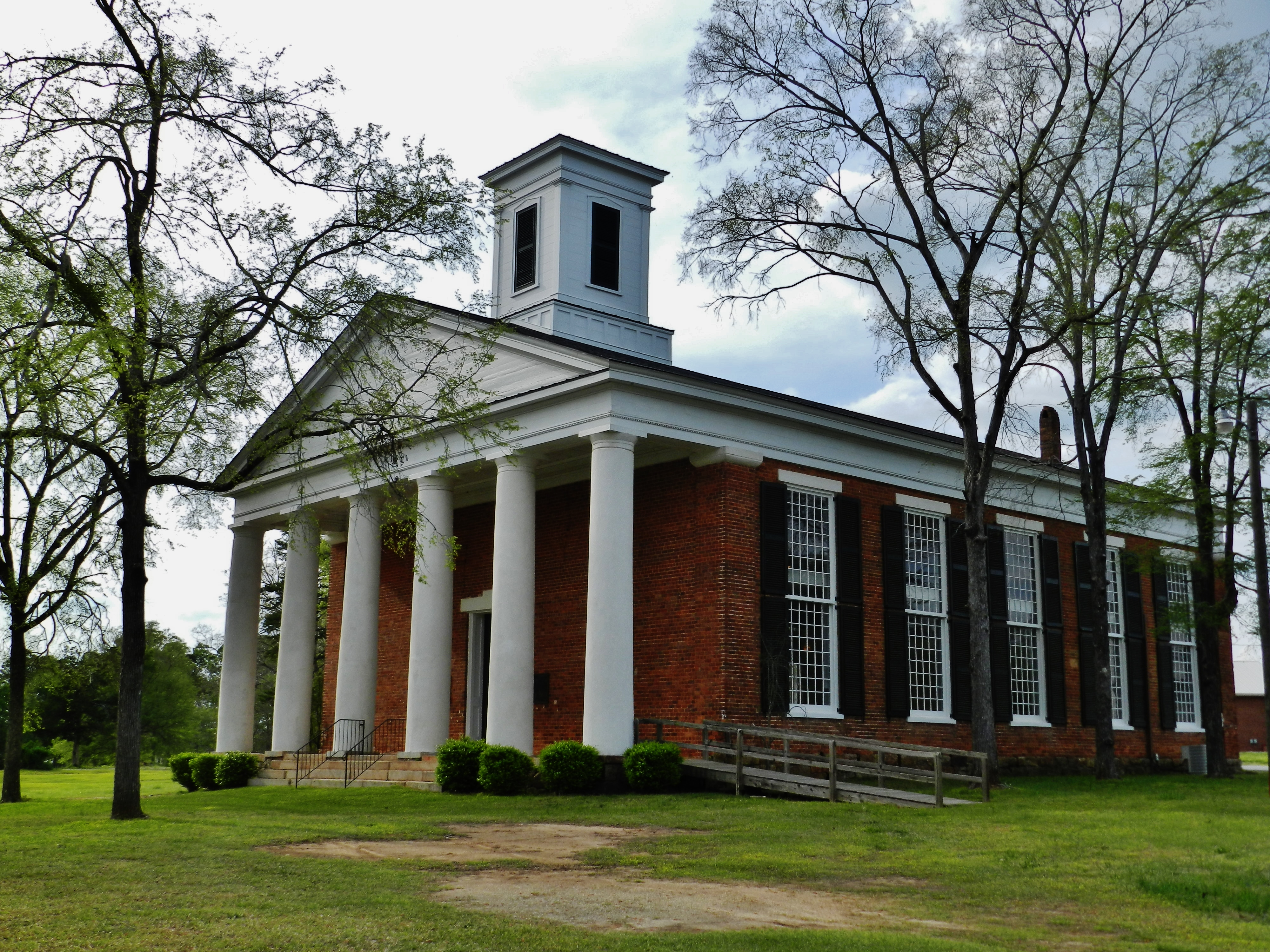
Old Seminary Building in Lawrenceville (2014). Das Gebäude entstand 1855 im Stile von Greek Revival („griechisches Wiederaufleben“) und Federal Style. Es wurde ursprünglich als Schule genutzt, aber diente seitdem in unterschiedlichen Funktionen. So beherbergte das zweite Stockwerk für mehr als ein Jahrhundert den Freimaurertempel der örtlichen Loge. Das Old Seminary Building wurde im Dezember 1970 als erstes Objekt im County in das NRHP eingetragen. Später wurde das Gebäude zu einem historischen Museum umgewidmet.

17 Bauwerke, Stätten und Historic Districts („historische Bezirke“) im Gwinnett County sind im National Register of Historic Places („Nationales Verzeichnis historischer Orte“; NRHP) eingetragen (Stand 8. Januar 2024), darunter das ehemalige Gerichts- und Verwaltungsgebäude des County, eine archäologische Fundstätte und der Pullmanwagen von Präsident Warren G. Harding.

## Orte im Gwinnett County
Orte im Gwinnett County mit Einwohnerzahlen der Volkszählung von 2010:
Cities:
- Auburn – 5.887 Einwohner
- Berkeley Lake – 1.574 Einwohner
- Buford – 12.225 Einwohner
- Dacula –  4.442 Einwohner
- Duluth – 26.600 Einwohner
- Grayson – 2.666 Einwohner
- Lawrenceville (County Seat) – 28.546 Einwohner
- Lilburn – 11.596 Einwohner
- Loganville – 10.458 Einwohner
- Norcross – 9.116 Einwohner
- Peachtree Corners – 40.059 Einwohner
- Snellville – 18.242 Einwohner
- Sugar Hill – 18.522 Einwohner
- Suwanee – 15.355 Einwohner

Towns:
- Braselton – 7.511 Einwohner
- Rest Haven – 62 Einwohner

Census-designated place:
- Mountain Park – 11.554 Einwohner